# Josh Gibson
Joshua Gibson (Buena Vista, 21 dicembre 1911 – Pittsburgh, 20 gennaio 1947) è stato un giocatore di baseball e allenatore di baseball statunitense di ruolo ricevitore nelle Negro League (MLB). È stato introdotto nella National Baseball Hall of Fame nel 1972.

## Carriera
Gli storici del baseball considerano Gibson uno dei migliori power hitter della storia di tutte le leghe, inclusa la Major League Baseball (MLB). Nel 1972 fu il secondo giocatore, dopo Satchel Paige, proveniente dalle Negro League ad essere introdotto Baseball Hall of Fame.
Gibson giocò per gli Homestead Grays dal 1930 al 1931, si trasferì ai Pittsburgh Crawfords dal 1932 al 1936 e fece ritorno ai Grays dal 1937 al 1939 e dal 1942 al 1946. Nel 1937 giocò per i Ciudad Trujillo nella lega dominicana di Rafael Trujillo e dal 1940 al 1941 nella lega messicana per i Rojos del Águila de Veracruz. Gibson fu anche il primo manager dei Santurce Crabbers, una delle più antiche squadre portoricane.
Gibson era conosciuto come "il Babe Ruth nero", infatti alcuni tifosi che all'epoca videro giocare sia Ruth che Gibson soprannominarono il primo "il Josh Gibson bianco". Gibson non giocò mai nelle major league a causa di un "gentleman agreement" non scritto che impediva ai giocatori non bianchi di prendervi parte. Nel 1999, The Sporting News lo inserì al 18º posto nella classifica dei migliori cento giocatori di tutti i tempi, il giocatore proveniente dalle Negro League più in alto in classifica.
Il 28 maggio 2024 la Major League Baseball annunciò di avere integrato le statistiche delle Negro League nei suoi record, dando a Gibson, tra gli altri, i primati assoluti per media battuta in una stagione (.466 nel 1943) e in carriera (.372).

## Palmarès
- Campione delle Negro League: 2
- All-Star: 12